# Клиці
Клиці (пол. Klice) — село в Польщі, у гміні Реґімін Цехановського повіту Мазовецького воєводства.
Населення — 273 особи (2011).
У 1975-1998 роках село належало до Цехановського воєводства.

## Демографія
Демографічна структура станом на 31 березня 2011 року:
|          | Загалом | Допрацездатний вік | Працездатний вік | Постпрацездатний вік |
| -------- | ------- | ------------------ | ---------------- | -------------------- |
| Чоловіки | 142     | 34                 | 95               | 13                   |
| Жінки    | 131     | 32                 | 75               | 24                   |
| Разом    | 273     | 66                 | 170              | 37                   |